# Vil de Matos
Vil de Matos é uma povoação portuguesa do Município de Coimbra que foi sede da extinta Freguesia de Vil de Matos, freguesia que tinha 9,56 km² de área e 870 habitantes (2011), e, por isso, uma densidade populacional de 91 hab/km².
A Freguesia de Vil de Matos foi extinta em 2013, no âmbito de uma reforma administrativa nacional, tendo sido agregada à freguesia de Antuzede, para formar uma nova freguesia denominada União das Freguesias de Antuzede e Vil de Matos, com sede em Antuzede.
Era composta pelos lugares de Rios Frios, Vendas de Santana, Costa de Rios Frios, Mourelos e Vil de Matos.
Vil de Matos fez parte do concelho de Ançã, até à sua extinção, em 31 de Dezembro de 1853. Depois, terá pertencido ao de Coimbra ou ao de Cantanhede. A partir de 24 de Outubro de 1855, passou, definitivamente, para o concelho (atual município) de Coimbra.

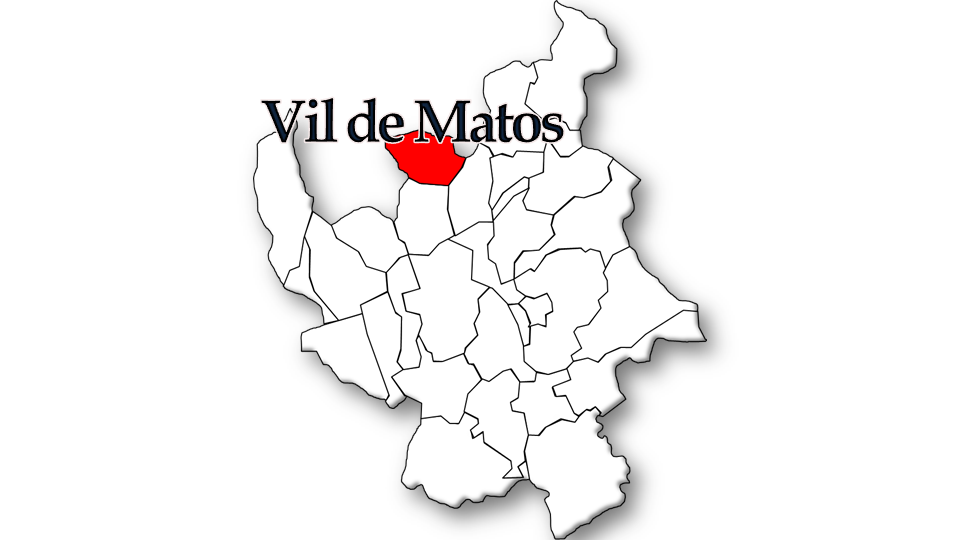
Localização no Município de Coimbra

## População
| População da freguesia de Vil de Matos | População da freguesia de Vil de Matos | População da freguesia de Vil de Matos | População da freguesia de Vil de Matos | População da freguesia de Vil de Matos | População da freguesia de Vil de Matos | População da freguesia de Vil de Matos | População da freguesia de Vil de Matos | População da freguesia de Vil de Matos | População da freguesia de Vil de Matos | População da freguesia de Vil de Matos | População da freguesia de Vil de Matos | População da freguesia de Vil de Matos | População da freguesia de Vil de Matos | População da freguesia de Vil de Matos |
| -------------------------------------- | -------------------------------------- | -------------------------------------- | -------------------------------------- | -------------------------------------- | -------------------------------------- | -------------------------------------- | -------------------------------------- | -------------------------------------- | -------------------------------------- | -------------------------------------- | -------------------------------------- | -------------------------------------- | -------------------------------------- | -------------------------------------- |
| 1864                                   | 1878                                   | 1890                                   | 1900                                   | 1911                                   | 1920                                   | 1930                                   | 1940                                   | 1950                                   | 1960                                   | 1970                                   | 1981                                   | 1991                                   | 2001                                   | 2011                                   |
| 465                                    | 562                                    | 484                                    | 433                                    | 614                                    | 654                                    | 669                                    | 688                                    | 766                                    | 743                                    | 656                                    | 730                                    | 731                                    | 775                                    | 870                                    |

## Património
- Capelas de Santa Ana e de São Tomé
- Cruzeiro
- Quintas do Barreiro e da Zombaria
- Palácio da Fundação Bissaya Barreto